# Чехель-сотун
Чехель-сотун (перс. چهل ستون — «Дворец сорока колонн») — дворец персидского шаха Аббаса II в городе Исфахан (Иран), выдающееся сооружение персидской архитектуры XVII века. В составе объекта Персидские сады входит в список Всемирного наследия ЮНЕСКО.
Павильон был построен Аббасом II в 1647 году в качестве места для отдыха.
Французский путешественник XVII века Жан-Батист Тавернье в своих записках неоднократно упоминает проходившие здесь торжественные приёмы. В 1707 году дворец пережил пожар, в 1870 году был реконструирован. 
В настоящее время здесь располагается экспозиция археологического музея, представляющая старинные изделия из керамики и ковры.
Дворец площадью 58 х 37 метров расположен в центре тенистого сада, величина которого первоначально составляла 7 гектаров. Элегантный главный фасад дворца представляет собой галерею, крыша которой опирается на 20 тонких восьмиугольных колонн (3 ряда по 6 колонн в каждом и ещё две колонны, поддерживающие свод). Колонны эти высотой 13 метров вырезаны из цельных кедровых стволов. Четыре центральные колонны покоятся на каменных базах с резным изображением львов. При восстановлении после пожара 1707 года колонны были украшены зеркальной мозаикой.
Перед дворцом расположен большой прямоугольный пруд. Двадцать колонн, отражённые, и как бы удвоенные, в зеркале пруда, и дали дворцу его поэтическое название.
Залы дворца украшены фресками с изображением событий из истории династии Сефевидов, в которых прослеживается европейское и индийское влияние. Небольшие фрески любовно-эротического содержания в эпоху Каджаров были закрашены известью, что позволило им дойти до наших дней в отличном состоянии.
Центральную часть дворца занимает Зал приёмов Аббаса II. Его стены и потолок щедро украшены лепниной и расписаны орнаментом в синих, алых, изумрудно-зелёных и золотых тонах — всего на украшение интерьеров дворца было израсходовано несколько килограммов золота. 
В своё время дворец также украшали керамические панно на темы исторических событий, однако они были рассеяны по всему миру; многие из них ныне хранятся в европейских музеях.

## Галерея
- Росписи Зала приёмов
- Аббас I и Вали Мухаммад
- Аббас II и Надир Мухаммад
- Тахмасп I и Хумаюн
- Битва при Карнале